# Rosedale (Mississippi)
Rosedale é uma cidade localizada no estado americano de Mississippi, no Condado de Bolivar.

## Demografia
Segundo o censo americano de 2000, a sua população era de 2414 habitantes.
Em 2006, foi estimada uma população de 2407, um decréscimo de 7 (-0.3%).

## Geografia
De acordo com o United States Census Bureau tem uma área de
14,3 km², dos quais 14,1 km² cobertos por terra e 0,2 km² cobertos por água. Rosedale localiza-se a aproximadamente 46 m acima do nível do mar.

## Localidades na vizinhança
O diagrama seguinte representa as localidades num raio de 24 km ao redor de Rosedale.